# Блисс (лунный кратер)
Кратер Блисс (лат. Bliss) — небольшой ударный кратер на северо-западе от кратера Платон на видимой стороне Луны. Название дано в честь английского астронома Натаниэля Блисса (1700—1764) и утверждено Международным астрономическим союзом в 2000 г. 

## Описание кратера
Кратер Блисс лежит в материковой гористой местности между Морем Дождей на юге и Морем Холода на севере. Селенографические координаты центра кратера 53°02′ с. ш. 13°47′ з. д. / 53,04° с. ш. 13,78° з. д., диаметр 22,9 км, глубина 1,78 км. 
Кратер имеет чашеобразную форму с небольшим участком плоского дна. Высота вала над окружающей местностью составляет 780 м, объем кратера приблизительно 240 км³.
До получения собственного наименования в 2000 г. кратер имел обозначение Платон А (в системе обозначений так называемых сателлитных кратеров, расположенных в окрестностях кратера, имеющего собственное наименование).

## Сателлитные кратеры
Отсутствуют.